# 达雄乡
达雄乡，是中华人民共和国西藏自治区阿里地区措勤县下辖的一个乡镇级行政单位。

## 行政区划
达雄乡下辖以下地区：
夏东村、才扎村、边山村和达瓦村。